# Wilhelmina van Bronckhorst (1526-1601)

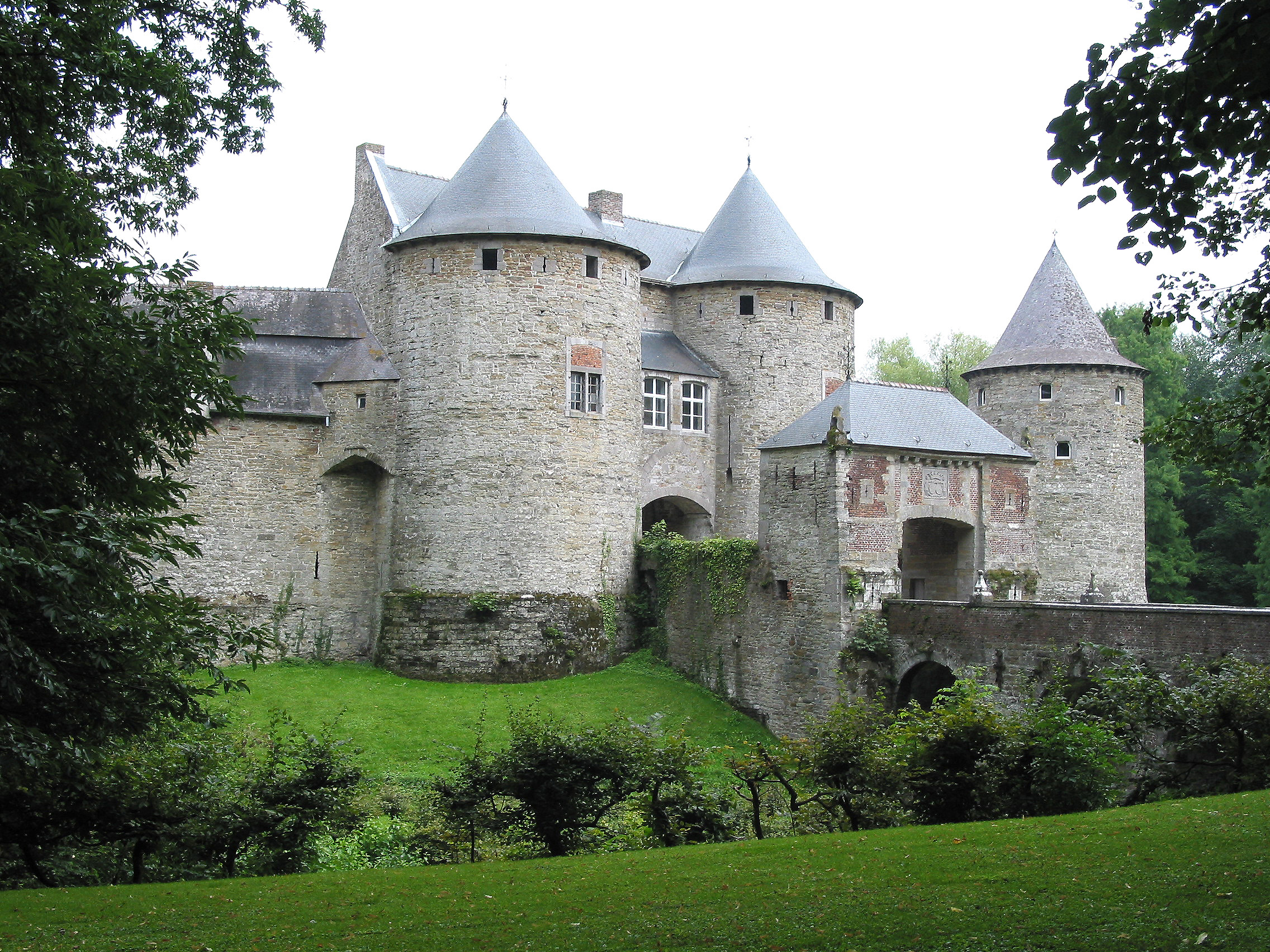
Kasteel van Corroy-le-Château

Wilhelmina van Bronckhorst (Brielle, 1526 - 1601) was de dochter van Andries van Bronckhorst, een invloedrijke edelman.
Wilhelmina trouwde op 19 maart 1542 met Alexis van Nassau-Corroy heer van Corroy (tussen 1506 en 1511 - Corroy-le-Château, 28 september 1550). Hij was een in 1550 door keizer Karel gewettigde bastaardzoon van Hendrik III van Nassau-Breda en Elisabeth Claire van Rosenbach.

René van Chalon, Stadhouder van Holland, Zeeland en Utrecht en halfbroer van Alexis, arrangeerde het huwelijk tussen Alexis en Wilhelmina van Bronckhorst.
Voor de afstammelingen, zie het artikel over haar echtgenoot.
Zij hertrouwde nog twee keer, in 1554 met Jean de Lannoy (overleden 9 november 1557) en in 1560 met Jan van Casembroot, een Zuid-Nederlandse edelman die tijdens de Tachtigjarige Oorlog deelnam aan het Eedverbond der Edelen en daarom door de hertog van Alva ter dood werd veroordeeld en op 14 september 1568 in Vilvoorde werd onthoofd.